# Zokadiba
Zokadiba est un village du Cameroun situé dans le département du Boumba-et-Ngoko et la région de l'Est, sur la route rurale reliant Ngatto Nouveau à Gribé. Il fait partie de la commune de Yokadouma.

## Population
En 1964 Zokadiba comptait 175 habitants, principalement des Bidjouki. Lors du recensement de 2005 on y dénombrait 591 habitants.

## Environnement
On y trouve notamment un petit arbuste, Tabernanthe iboga (ou iboga), dont l'écorce de racine est connue pour ses vertus médicinales, aphrodisiaques, voire hallucinogènes.